# NGC 4469
NGC 4469 هي مجرة حلزونية تبعد حوالي 55 مليون سنة ضوئية تقع في كوكبة العذراء. تم تصنفها على أنها مجرة لينر. تم اكتشافها من قبل عالم الفلك ويليام هيرشل في 15 أبريل 1784. وهي عضو في مجموعة عنقود العذراء المجري.

## الخصائص
NGC 4469 لها انتفاخ على شكل x أو الفول السوداني وهو خارج محورها. قد يكون NGC 4469 أيضا ذا بنية أكسيسيمتريك. المجرة لا تظهر أدلة على وجود قضيب أو وجود تفاعل الجاذبية مع مجرة أخرى.

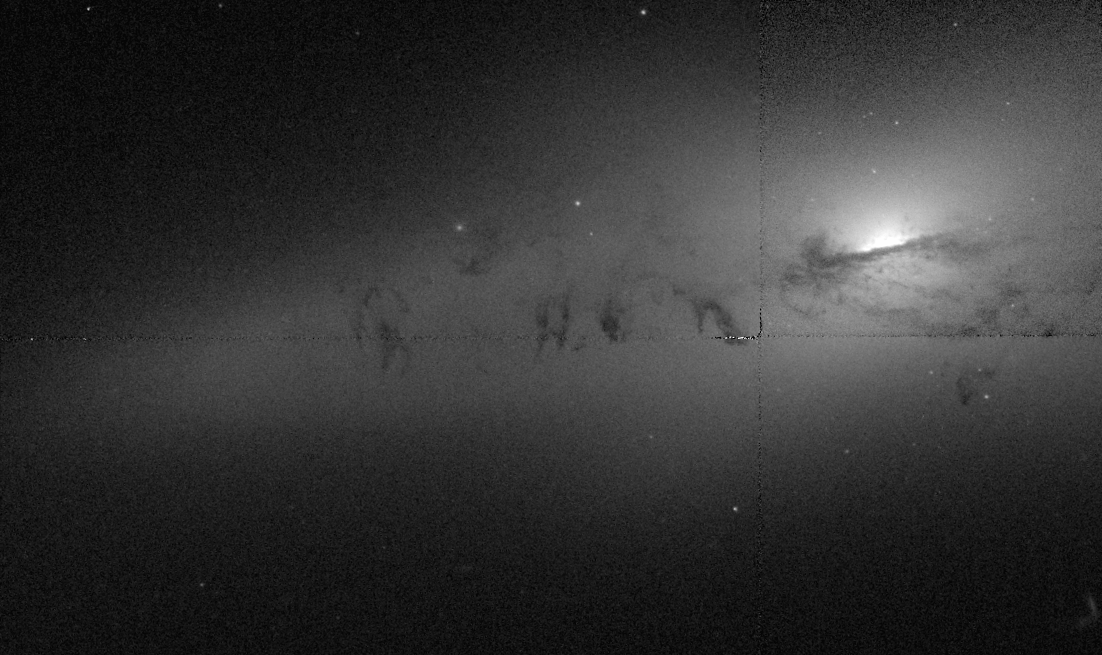
NGC 4469

## ممرات الغبار
تحتوي NGC 4469 على ممرات غبار تعبر خط رؤية الأرض

## وصلات خارجية
- NGC 4469 على موقع ويكي سكاي: DSS2, SDSS, GALEX, IRAS, Hydrogen α, X-Ray, Astrophoto, Sky Map, Articles and images